# Sugar City (Idaho)
Sugar City és una població dels Estats Units a l'estat d'Idaho. Segons el cens del 2000 tenia 1.242 habitants.

## Demografia
Segons el cens del 2000, Sugar City tenia 1.242 habitants, 326 habitatges, i 292 famílies. La densitat de població era de 614,8 habitants/km².
Dels 326 habitatges en un 57,4% hi vivien nens de menys de 18 anys, en un 80,7% hi vivien parelles casades, en un 7,7% dones solteres, i en un 10,4% no eren unitats familiars. En el 8,9% dels habitatges hi vivien persones soles el 3,1% de les quals corresponia a persones de 65 anys o més que vivien soles. El nombre mitjà de persones vivint en cada habitatge era de 3,81 i el nombre mitjà de persones que vivien en cada família era de 4,08.
Per edats la població es repartia de la següent manera: un 40,6% tenia menys de 18 anys, un 10,9% entre 18 i 24, un 22,3% entre 25 i 44, un 19,5% de 45 a 60 i un 6,8% 65 anys o més.
L'edat mediana era de 24 anys. Per cada 100 dones de 18 o més anys hi havia 95,8 homes.
La renda mediana per habitatge era de 45.500 $ i la renda mediana per família de 46.333 $. Els homes tenien una renda mediana de 30.139 $ mentre que les dones 22.917 $. La renda per capita de la població era de 12.737 $. Aproximadament el 6,1% de les famílies i el 7,8% de la població estaven per davall del llindar de pobresa.

## Poblacions més properes
El següent diagrama mostra les poblacions més properes.